# Вилимек, Йозеф Рихард
Йозеф Рихард Вилимек (чеш. Josef Richard Vilímek; 1 апреля 1835, Вамберк — 16 апреля 1911, Прага) — чешский писатель

, журналист, издатель, депутат чешского сейма. Основатель знаменитого Пражского издательства J. R. Vilímek. Его племянником был художник Ян Вилимек.

## Биография
Обучался в немецком Техническом университете в Праге. С юности обладал литературным талантом и под псевдонимом Ян Велешовский публиковал в различных журналах свои поэтические произведения, сказки и статьи.
После окончания учебы работал журналистом в ряде пражских газет. В связи с гневным обличением злоупотреблений властей в 1856 был выслан из Праги. В 1858 вместе с Й. Сватеком основал политико-сатирический журнал Humoristické listy и в том году — журнал Slovanské knihkupectví. Издавал ряд других журналов (Malý čtenář). Занимался изданием календарей, альманахов и игр от Матея Копецкого. Стал успешным предпринимателем.
В 1868 был избран в чешский парламент. В 1872 открыл своё собственное издательство Vilímek. В 1885 передал издательские дела своему сыну, а сам продолжал редактировать журнал Humoristické listy до 1906 года.
Умер в Праге в 1911 году.

## Избранные публикации
- Ze zašlých dob: vzpomínky Jos. R. Vilimka St (1908)